# Szczyt (architektura)

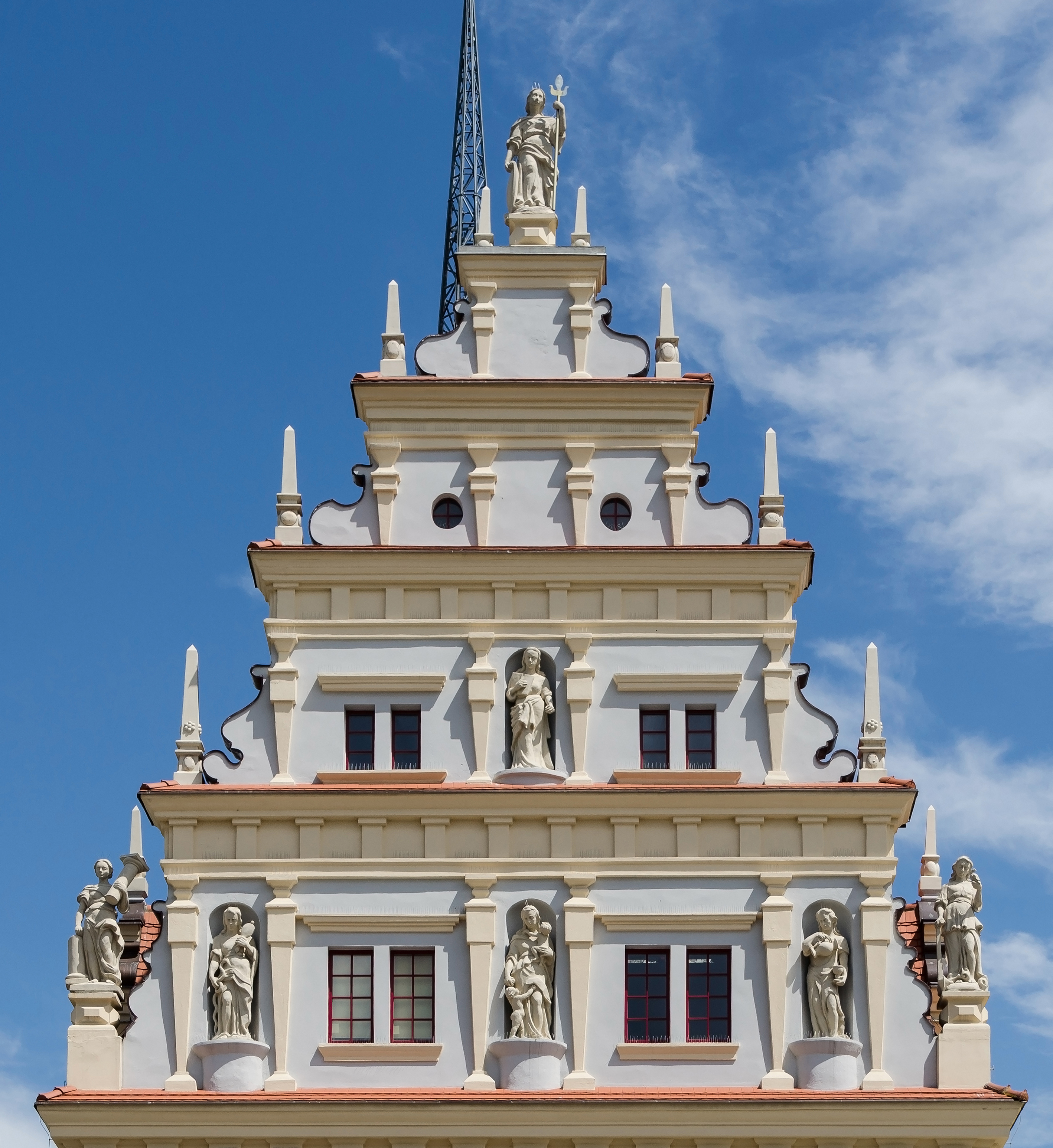
Szczyt Domu Wagi Miejskiej w Nysie

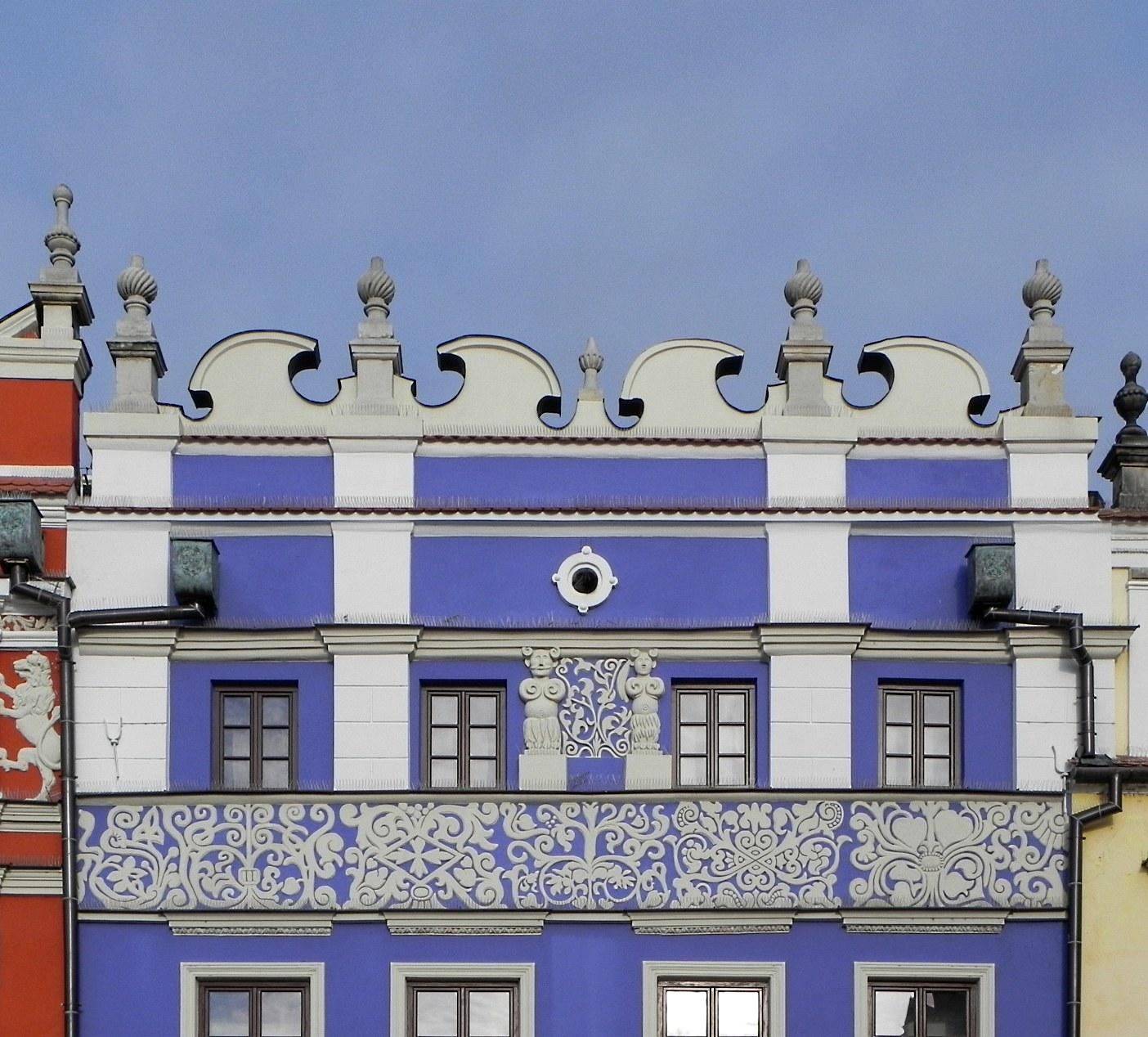
Szczyt Kamienicy pod Małżeństwem w Zamościu

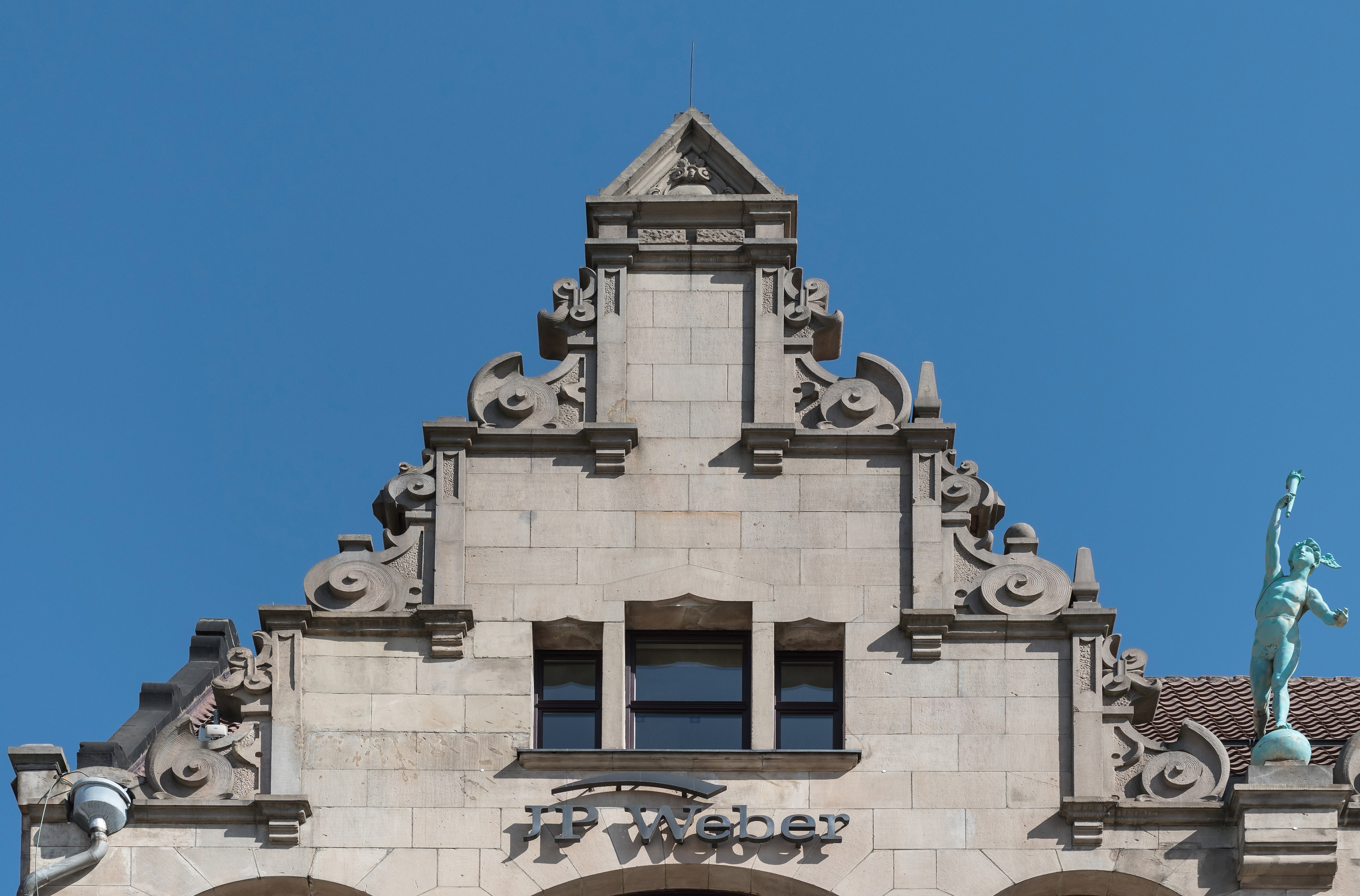
Szczyt kamienicy we Wrocławiu

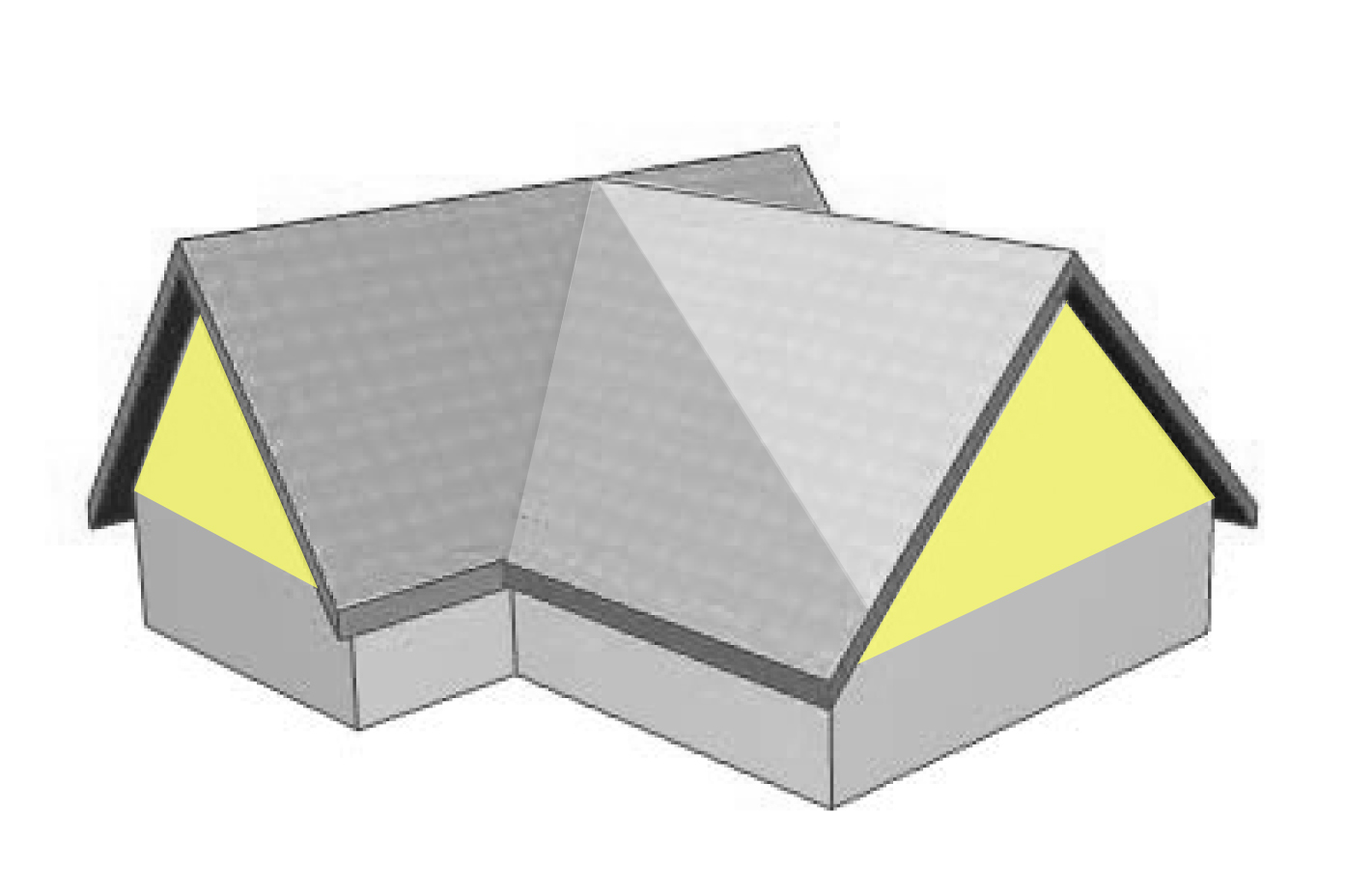
Dom parterowy z trzema szczytami (widoczne tylko dwa, zaznaczone na żółto)

Szczyt – fragment ściany na wysokości poddasza w dachu dwuspadowym, pulpitowym, półszczytowym ograniczony połaciami dachu lub ozdobne zwieńczenie elewacji lub jej części np. ryzalitu, portalu, obramienia okiennego oparte na kształcie trójkąta. Szczytem określa się też boczną, węższą ścianę budynku (inaczej ściana szczytowa).
Szczyty kościołów i kamienic są często bogato zdobione – zależnie od stylu, jaki reprezentują. Zawierają otwory okienne (np. ostrołukowe lub okulusy), blendy lub sterczyny. Występują też szczyty o wykrojach falistych, wolutowych czy też zdobione lizenami i pilastrami.
Klasyczną formą szczytu jest fronton.

## Podział szczytów
Ze względu na kształt rozróżnia się:
- szczyt sterczynowy
- szczyt schodkowy (uskokowy)(inne języki)
- szczyt wnękowy

## Przykłady zdobionych szczytów
- kościoły:

1. kolegiata Bożego Ciała w Bieczu
2. Barnisław (powiat policki)
3. kościół Matki Bożej Nieustającej Pomocy w Suchaniu (powiat stargardzki)
4. kaplica Świętego Ducha w Trzebiatowie (powiat gryficki)
5. Kościół Najświętszego Serca Pana Jezusa w Widuchowej (powiat gryfiński)
6. Pomorski Kościół Ewangelicki w Greifswaldzie (Niemcy)
7. kościół św. Mikołaja w Pasewalku (Niemcy)

- budynki świeckie:

1. Dom Wagi Miejskiej w Nysie
2. Zamek Kapituły Warmińskiej w Olsztynie
3. Ratusz w Stargardzie
4. Ratusz w Chojnie
5. Dom Kopernika w Toruniu